# Rus iznatjalnaja
Rus iznatjalnaja (russisk: Русь изначальная, da.: Det oprindelige Rusland) er en sovjetisk spillefilm fra 1985 instrueret af Gennadij Vasiljev.

## Medvirkende
- Ljudmila Tjursina som Aneya
- Boris Nevzorov som Vseslav
- Innokentij Smoktunovskij som Justinian
- Margarita Terekhova som Theodora
- Jelena Kondulainen som Mlava